# Carlos Segers

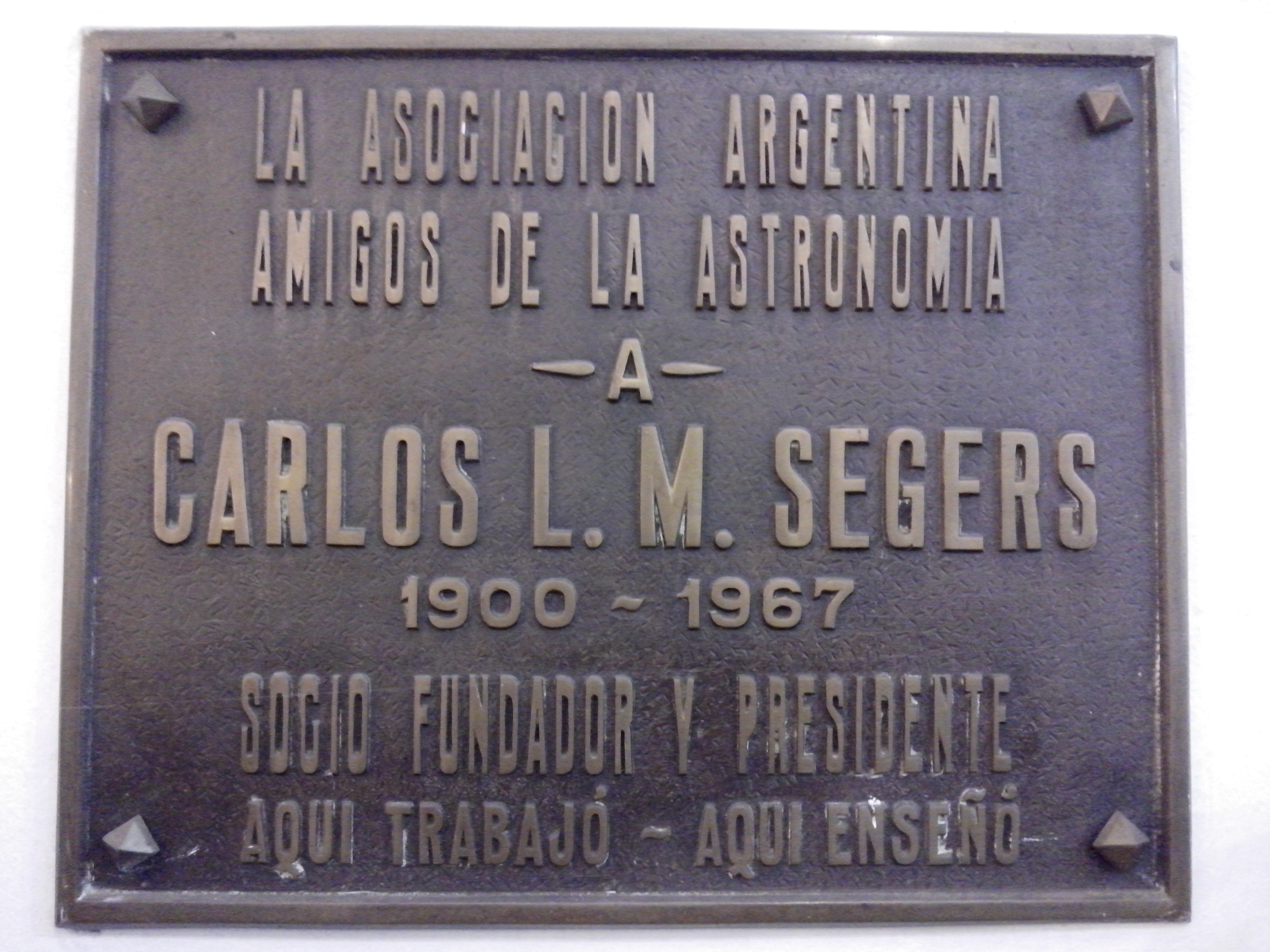
Gedenkplaat voor Carlos Segers

Carlos Segers (1900-1967) was een Argentijns astronoom.
Hij was vooral een observator van veranderlijke sterren. Hij verenigde amateurastronomen in Zuid-Amerika en stichtte de Asociación Argentina Amigos de la Astronomía.
De krater Segers op de maan is naar hem genoemd.